# قرنعة آل أسرائيل (مودية)

تعديل مصدري - تعديل

قرنعة آل أسرائيل هي إحدى قرى عزلة مودية بمديرية مودية التابعة لمحافظة أبين، بلغ تعداد سكانها 91 نسمة حسب تعداد اليمن لعام 2004.